# Microsphaera sambucicola
Microsphaera sambucicola är en svampart som tillhör divisionen sporsäcksvampar, och som beskrevs av Paul Christoph Hennings. Microsphaera sambucicola ingår i släktet Microsphaera, och familjen Erysiphaceae. Arten är reproducerande i Sverige.